# Sikorsky Ilya Muromets
O Sikorsky Ilya Muromets (russo: Илья Муромец), assim alcunhado em honra do heroi da mitologia russa com o mesmo nome, foi um bombardeiro biplano russo, o primeiro bombardeiro quadrimotor do mundo, desenvolvido em 1913 e utilizado durante a Primeira Guerra Mundial. Foi desenvolvido com base no Sikorsky Vityaz Russky, o primeiro avião quadrimotor do mundo, desenhado por Igor Sikorsky.

## Operadores
- Polónia
- Império Russo
- RSFS da Rússia
- Ucrânia